# Dambel
Dambel é uma comuna italiana da região do Trentino-Alto Ádige, província de Trento, com cerca de 424 habitantes. Estende-se por uma área de 5 km², tendo uma densidade populacional de 85 hab/km². Faz divisa com Brez, Sarnonico, Cloz, Romallo, Romeno e Sanzeno.